# 韩半岛大运河
韓半島大運河（韓語：한반도 대운하）亦名京釜運河、京仁運河、湖南運河（永山江運河）、錦江運河、北韓運河，其計劃核心“京釜運河”是打通分隔洛東江和南漢江的小白山脈鳥嶺，將仁川和釜山連接起來的內陸水路運輸計劃，預計用4年完成。是前總統李明博在2007年大韓民國總統選舉中提出的建設方案。
從2006年11月李明博的大選競選方案被輿論化，選舉期間其沒有明顯的過失行為，2007年12月他當選總統以後，正式推進大運河方案的實施。
2008年任期初出現大規模燭光示威後，李明博舉行特別記者會，提出“大運河項目因國民反對，不再推進”的言論。繼而國土海洋部的大運河籌備委員會解體。 但通過記者會翌日秋富吉在大運河事宜討論會上的言論，可以看出政府和執政黨在此事上態度仍不明確。

## 年表
- 2006年10月25日：時任首爾市長的李明博，提出韓半島大運河構想的輪廓。
- 2007年12月27日：與引受委、現代建設等建設社的懇談會。
- 2008年1月14日：李明博 大統領, "大運河, 國民的 納得과 合意 重視", 建設社 京釜運河 建設 컨소시엄 構想
- 2008年5月22日：鄭鍾煥, "大運河, 利水 治水 次元서 親環境的 接近"
- 2008年6月2日：青瓦臺, 大運河 事業 保留 方針
- 2008年6月19日：李明博 大統領, "國民이 反對하면 推進하지 않겠다", 大運河 事業團 解體 方針
- 2008年11月28日：李明博 大統領, "4大江 整備면 어떻고, 運河면 어떠냐"[3]
- 2009年6月29日：李明博 大統領, "任期 內에는 推進하지 않겠다. 韓國의 未來를 爲해 大運河가 必要하다는 제 믿음에는 至今도 變함이 없지만, 그럼에도 不拘하고 國論을 分裂시킬 危險이 있었다."[4]

## 另見
- 四大江治理工程
- 京仁運河